# تپه روعان
تپه روعان مربوط به هزاره اول است و در شهرستان کبودرآهنگ، بخش مرکزی، روستای روعان واقع شده و این اثر در تاریخ ۱۱ شهریور ۱۳۸۲ با شمارهٔ ثبت ۹۸۸۱ به‌عنوان یکی از آثار ملی ایران به ثبت رسیده است.